# Reino indo-parto
El reino indo-parto estuvo gobernado por la dinastía gondofárida y otros gobernantes que formaban un grupo  de antiguos reyes de Asia Central que regían partes de los actuales países de Afganistán, Pakistán y del norte de India, durante el siglo I, o ligeramente antes. Durante la mayoría de su historia, los reyes gondofáridas tuvieron Taxila (actual Punjab, provincia de Pakistán) como su residencia, pero durante sus últimos años de existencia, la capital estuvo entre Kabul y Peshawar. Esos reyes tradicionalmente han sido referidos como indo-partos, por sus monedas, a menudo inspiradas en la dinastía arsácida, pero ellos probablemente pertenecieron a grupos más amplios de tribus iraníes, que vivían al este de la Partia propiamente dicha, y no hay ninguna evidencia de que todos los reyes que asumieron el título de Gondofares, el cual significa «titular de Gloria», estuvieran siempre relacionados.

## Gondofares I y sus sucesores

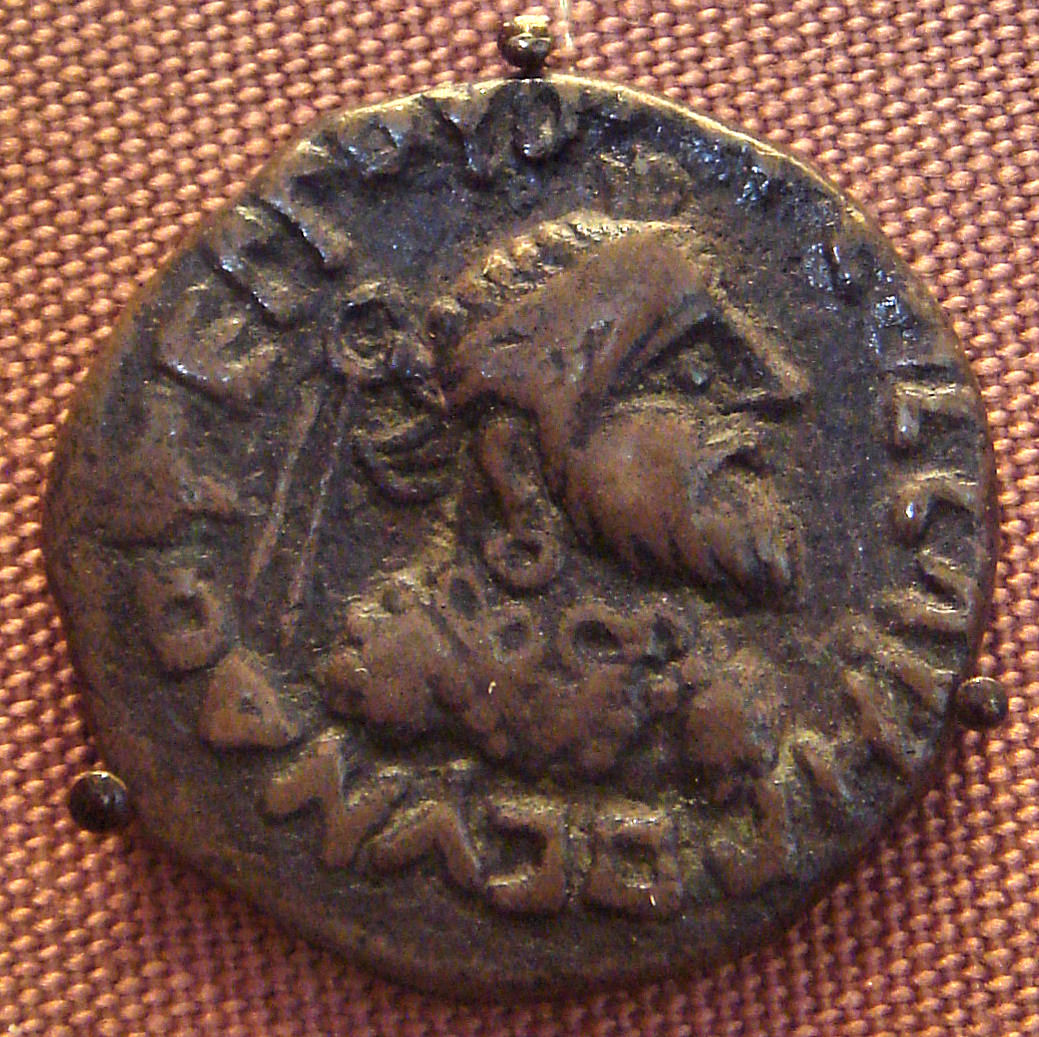
Retrato de Gondofares, fundador del reino Indo-Parto. Lleva una cinta, pendientes, un collar, y una chaqueta cruzada con decoraciones redondas.

Gondofares, originalmente parece haber sido un gobernante de Sistán en lo que es hoy Irán oriental, probablemente vasallo o sátrapa de los partos arsácidas. Alrededor 20–10 a. C., hizo conquistas en el anterior reino indoescita, quizás después de la muerte del gran gobernante, Azes I. Gondofares se convirtió en gobernante independiente de las áreas que comprenden Aracosia, Sistán, Sind, Punjab, y el valle de Kabul, pero no parece haber llegado a territorio allende Punjab oriental. Gondofares se hizo llamar «Rey de Reyes», un título parto que en su caso refleja correctamente que el imperio Indo-Parto era sólo un marco flexible: una serie de dinastias más pequeñas ciertamente mantuvieron sus posiciones durante el período Indo-Parto, probablemente a cambio del reconocimiento de Gondofares y sus sucesores. Algunos de estos ejemplos podrían ser los Apracarajas, y sátrapas Indo-Escitas como Zeionises y Rajuvula, así como escitas anónimos que acuñaron imitaciones de monedas de Azes I. Los Ksaharatas también dominaron en Guyarat, quizás justo fuera de los dominios de Gondofares.
Después de la muerte de Gondofares I, el imperio empezó a fragmentarse. El nombre o título Gondofares fue adoptado por Sarpedones, que se convirtió en Gondofares II, y era posiblemente hijo del primer Gondofares. Incluso aunque  reclamó ser el gobernante principal, el gobierno de Sarpedones era inestable, y emitió una acuñación fragmentada en el Sind, Punjab oriental y Aracosia, en Afganistán del sur. El sucesor más importante fue Abdagases, sobrino de Gondofares, quien gobernó en Punjab y posiblemente en la patria de Seistan. Después de un corto reinado, Sarpedones parece haber sido sucedido por Orthagnes, que se convirtió en Gondophares III Gadana. Orthagnes gobernó mayoritariamente en Sistán y Aracosia, con Abdagases más al este, durante las primeras décadas del siglo I, y fue brevemente sucedido por su hijo Ubouzanes. Después del año 20, un rey llamado Sases, sobrino del gobernante Apracaraja, Aspavarma, se hizo cargo de los territorios de Abdagases y se convirtió en Gondofares IV Sases. Según Sénior, es el Gondofares referido a en la inscripción Takht-i-Bahi.
Hubo otros reyes menores: Sanabares fue un usurpador efímero en Sistán, que se hizo llamar «gran rey de reyes», y hubo también un segundo Abdagases, un gobernante llamado Ágata en Sind, otro gobernante llamado Satavastres, y un príncipe anónimo que reclamó ser hermano del rey Arsaces, en aquel caso un miembro real de la dinastía gobernanta en Partia.
Pero los indo-partos nunca recuperaron la posición de Gondofares I, y desde la mitad del siglo I d.C., los kushán, bajo Kujula Kadphises empezaron a absorber la parte india del norte del reino. El último rey Pacores (quizás antes de 100) sólo gobernó en Sistán y Kandahar.